# Anna Anatol'evna Pavlova
Anna Anatol'evna Pavlova (in russo Анна Анатольевна Павлова?; Orechovo-Zuevo, 6 settembre 1987) è un'ex ginnasta russa naturalizzata azera.

## Biografia
Figlia di Anatoly Borisovich Pavlov e Nataliya Evgenevna Pavlova, allenatrice anche sua. Ha un fratello più grande di nome Michail, anche lui allenatore nel settore ginnico.
Ha fatto parte della nazionale russa e successivamente di quella azera.
A livello giovanile, ha partecipato a due edizioni dei campionati europei junior, vincendo complessivamente cinque medaglie d'oro e una d'argento. Nell'edizione del 2000 ha vinto l'oro alle parallele asimmetriche e nella prova a squadre. Due anni dopo è diventata campionessa europea nel concorso generale, nel volteggio e nella prova a squadre, e si è piazzata seconda nella trave. In precedenza aveva vinto anche una medaglia d'argento nella trave ai Goodwill Games del 2001.

### Atene 2004
È passata alle competizioni senior nel 2003. Ai campionati europei del 2004 ha vinto un argento al volteggio, per poi aggiudicarsi due medaglie di bronzo alle Olimpiadi di Atene 2004, nella gara a squadre e nel volteggio. Ai campionati europei del 2005 ha vinto l'argento nel concorso generale e nel volteggio, oltre ad un bronzo nella trave. Infine, ai campionati mondiali del 2006 ed europei del 2008 ha vinto rispettivamente un bronzo ed un argento a squadre.

### Pechino 2008
Ha preso parte alle Olimpiadi di Pechino 2008 come capitano della squadra nazionale Russa. È riuscita a qualificarsi alle finali del concorso individuale, come anche quelle della trave, volteggio e corpo libero. Nonostante le ottime performance né lei, né le sue compagne sono riuscite ad aggiudicarsi nessuna medaglia. Nel concorso a squadre le russe si sono piazzate quarte dietro a Romania, Stati Uniti e Cina. Durante la finale del volteggio, dopo un ottimo primo salto le è stato dato un punteggio pari a zero nel secondo, per aver eseguito il salto prima che il segnale di partenza comparisse sul display (pare che un giudice le avesse fatto cenno di partire con la mano). In seguito, nella finale del corpo libero ha commesso due errori che l'hanno portata solo all'ottavo posto, mentre due giorni dopo, nella finale alla trave, si è esibita in un'ottima prestazione, concludendo al quarto posto con un punteggio di 15,900, a soli 0,050 punti dalla terza classificata, la cinese Cheng Fei.

### Periodo post-olimpico
Nel novembre del 2008 durante l'uscita dalla trave alla Coppa del Mondo DTB a Stoccarda, si è rotta due legamenti del ginocchio destro. Nonostante l'infortunio è stata comunque in grado di piazzarsi al terzo posto al volteggio e al quinto posto alla trave. È stato necessario un intervento chirurgico e quasi un anno di recupero per tornare agli allenamenti. Prima di questo episodio, Anna era piazzata al terzo posto della classifica mondiale alla Trave e al Volteggio.
Nell'agosto del 2009 è tornata ad allenarsi e a settembre dello stesso anno ha cominciato a gareggiare a livello locale. Ha partecipato alla All Russia Dinamo vincendo l'oro alle parallele asimmetriche e un bronzo alla trave. Il suo ritorno alle grandi competizioni era atteso per il Voronin Memorial, ma a causa della morte del padre, Anatoly Borisovich Pavlov, è stata costretta a rinunciare.
Nel marzo 2010 prende parte ai campionati nazionali russi, e nonostante non abbia eseguito routine a difficoltà elevata si è comunque piazzata decima al Concorso Generale individuale e ha vinto l'oro nel Concorso a squadre con il Distretto Federale Centrale. Durante l'anno successivo, al Trnava Gym Festival si è piazzata prima al volteggio e seconda alla trave e al corpo libero. Ha guadagnato il secondo posto anche nel Concorso Generale dietro a Larisa Iordache.
Nel 2012 prende parte al campionato russo riuscendo a vincere l'oro nel volteggio, un quinto posto nel Concorso Generale e un secondo nel Concorso a squadre. Nello stesso anno bissa il successo nel volteggio anche alla Coppa Russa. Successivamente vincerà anche due ori e due argenti (rispettivamente nel Concorso a squadre, trave, volteggio e corpo libero) alla coppa Dityatin e un oro al Torneo Internazionale di Schiltigheim, arrivando prima al volteggio, alla trave e al corpo libero.
Nel 2013 milita nella Serie A italiana per la World Sporting Academy.

### Il passaggio all'Azerbaigian e il ritiro
Il 29 novembre 2013, a seguito delle continue esclusioni dalla squadra nazionale russa ufficializza il passaggio alla squadra dell'Azerbaigian insieme alla connazionale Julija In'šina.
Agli Europei di Sofia 2014 conquista un argento al volteggio, prima medaglia della storia per l'Azerbaigian.
Il 15 dicembre 2015, a ventotto anni, annuncia il suo ritiro dalle competizioni affermando di volersi dedicare all'attività di tecnico a Mosca, accanto a sua madre e suo fratello Michail.